# Vangede Kirke
Vangede Kirke blev bygget i 1970'erne og indviet den 17. marts 1974.
Kirken er tegnet af arkitekten Johan Otto von Spreckelsen, og keramikeren Tue Poulsen deltog i udformningen af alter, kors, døbefont og prædikestol.
Byggematerialet er håndstrøgne teglsten i alle murflader, vinduer er tykke, indmurede glasblokke og fire ovenlysvinduer. Loftet domineres af en kassetteudsmykning, som også kendes fra von Spreckelsens store triumfbue i Paris.
Orglet, som har 40 registre, er ligeledes tegnet af von Spreckelsen. Det er indsat i en sort smedejernsramme og bygget af Th. Frobenius og Sønner i 1979. Dets placering i kirken leder tanken hen på en altertavle – idet alteret er placeret midt i kirkerummet.
I kirkens nordlige hjørne står en lille træfigur med Kristus og de fire evangelister. Det menes udført af billedhuggeren H.W. Bissen og stammer fra den midlertidige Vangede Kirke. I den lille kirkesal ses en Kristus-figur i sortlakeret aluminium tegnet af kunstneren Harry W. Holm.
Uden for findes et slankt, fritstående kirketårn eller kampanile med tre kirkeklokker. Tårnet er opført af Brødrene Anker Hasle ApS.
Elever fra Bakkegårdsskolen (folkeskole) og Busses Skole (privatskole) bliver konfirmeret her.

## Galleri
- Vangede Kirke. 2005 (fra øst)
- Vangede Kirke. 2005  (fra sidste række)
- Grundplan

## Eksterne kilder og henvisninger
- Vangede Kirke Arkiveret 31. januar 2011 hos  Wayback Machine hos nordenskirker.dk
- Vangede Kirke hos KortTilKirken.dk